# Liste der Ministerpräsidenten Hessens ab 1945
Dies ist die Liste der Ministerpräsidenten Hessens ab 1945.
Die beiden ersten Ministerpräsidenten nach Kriegsende, Ludwig Bergsträsser (SPD) und Karl Geiler (parteilos), waren nicht gewählt, sondern von der amerikanischen Besatzungsmacht eingesetzt worden. Die erste Landtagswahl nach dem Krieg fand am 1. Dezember 1946 statt.
| #  | Bild | Ministerpräsident             | Amtszeit                              | Partei | Partei    | Wahlen              | Kabinett                               |
| -- | ---- | ----------------------------- | ------------------------------------- | ------ | --------- | ------------------- | -------------------------------------- |
| 1  |      | Karl Geiler (1878–1953)       | 16. Oktober 1945 – 30. November 1946  |        | parteilos | 1946 (Juni)         | Geiler                                 |
| 2  |      | Christian Stock (1884–1967)   | 20. Dezember 1946 – 14. Dezember 1950 |        | SPD       | 1946 (Dez.) 1950    | Stock                                  |
| 3  |      | Georg-August Zinn (1901–1976) | 14. Dezember 1950 – 3. Oktober 1969   |        | SPD       | 1954 1958 1962 1966 | Zinn I Zinn II Zinn III Zinn IV Zinn V |
| 4  |      | Albert Osswald (1919–1996)    | 3. Oktober 1969 – 3. Oktober 1976     |        | SPD       | 1970 1974           | Osswald I Osswald II Osswald III       |
| 5  |      | Holger Börner (1931–2006)     | 12. Oktober 1976 – 24. April 1987     |        | SPD       | 1978 1983           | Börner I Börner II Börner III          |
| 6  |      | Walter Wallmann (1932–2013)   | 24. April 1987 – 5. April 1991        |        | CDU       | 1987                | Wallmann                               |
| 7  |      | Hans Eichel (* 1941)          | 5. April 1991 – 7. April 1999         |        | SPD       | 1991 1995           | Eichel I Eichel II                     |
| 8  |      | Roland Koch (* 1958)          | 7. April 1999 – 31. August 2010       |        | CDU       | 1999 2003 2009      | Koch I Koch II Koch III                |
| 9  |      | Volker Bouffier (* 1951)      | 31. August 2010 – 31. Mai 2022        |        | CDU       | 2013 2018           | Bouffier I Bouffier II Bouffier III    |
| 10 |      | Boris Rhein (* 1972)          | 31. Mai 2022 –                        |        | CDU       | 2023                | Rhein I Rhein II                       |